# Theodor Heinrich Bongartz
Theodor Heinrich Bongartz (ur. 25 grudnia 1902 w Krefeld, zm. 15 maja 1945) – zbrodniarz nazistowski, kierownik krematorium w obozie koncentracyjnym Dachau, Oberscharführer.
Z zawodu był murarzem. W 1928 roku wstąpił do SA, a w 1932 do SS. W latach 1940–1945 Bongartz pełnił służbę w obozie Dachau, między innymi jako kierownik krematorium. Jednym z jego głównych obowiązków było rozstrzeliwanie więźniów i jeńców radzieckich. 9 kwietnia 1945 roku, na osobisty rozkaz Hitlera, zamordował strzałem w tył głowy Georga Elsera, który 8 listopada 1939 roku przeprowadził nieudany zamach na Hitlera. Dokładnej liczby ofiar Bongartza nie można ustalić. Był on postrachem obozu, znęcającym się nad więźniami. 
Żona Bongartza, z którą miał czwórkę dzieci, w 1941 roku odebrała sobie życie.
28 kwietnia 1945 roku zbiegł, wraz z innymi esesmanami, z Dachau. Wkrótce jednak został schwytany przez Amerykanów i umieszczony w obozie jenieckim Heilbronn-Böckingen, gdzie zmarł 15 maja, najprawdopodobniej na gruźlicę.